# Wereldschaaktoernooi 1950

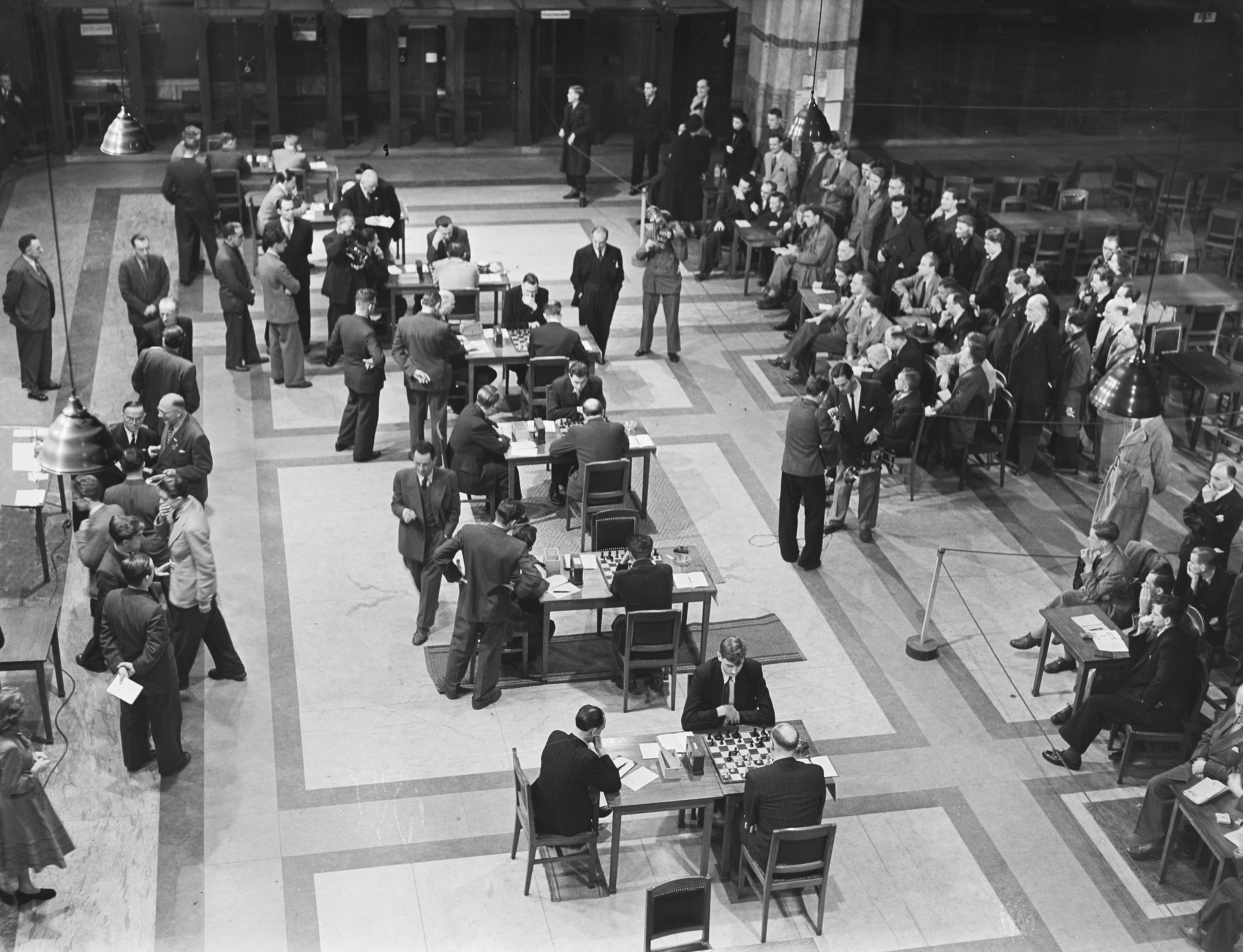
De eerste dag van het Wereldschaaktoernooi in de Amsterdamse effectenbeurs

Het Wereldschaaktoernooi 1950 was een eenmalig schaaktoernooi, dat werd gehouden van 11 november tot en met 9 december 1950 in Amsterdam. Het toernooi kende een zeer sterk deelnemersveld van 20 prominente schakers, waarvan diverse internationale grootmeesters. De organisatie lag in handen van de Stichting Internationale Schaaktraditie Amsterdam (SISTA). De Pools-Argentijnse grootmeester Miguel Najdorf wist het toernooi ongeslagen te winnen.

## Achtergrond
In 1949 richtte schaker en journalist Lodewijk Prins samen met Nicolaas Cortlever en Klaas Peereboom de Stichting Internationale Schaaktraditie Amsterdam op. Deze stichting stelde zich ten doel om internationale schaaktoernooien te organiseren in Amsterdam. Het Wereldschaaktoernooi van 1950 zou de eerste keer zijn dat de stichting in actie kwam. Het toernooi werd opgedragen aan de Amsterdamse Schaakbond, die dat jaar haar 25-jarig jublieum vierde.
Om het toernooi te kunnen organiseren moest een groot geldbedrag bij elkaar gebracht worden. Dankzij de hulp van de Gemeente Amsterdam, het Ministerie van Onderwijs, Kunsten en Wetenschappen, en de KNSB kon de organisatie worden gegarandeerd.
Diverse internationale topschakers ontvingen een uitnodiging om deel te nemen. Michail Botvinnik, Paul Keres en Vasili Smyslov uit de Sovjet-Unie gingen niet op de uitnodiging in. Ook László Szabó liet verstek gaan. Toch lukte het de organisatie om een sterk deelnemersveld bij elkaar te krijgen met gevestigde namen en opkomend na-oorlogs talent.
De partijen werden gespeeld in de grote zaal van de Effectenbeurs Amsterdam aan het Damrak. Afgebroken partijen werd uitgespeeld in het Amsterdamsche Schaakhuis.

## Uitslag en kruistabel[3]
Miguel Najdorf won het toernooi. Hij verloor geen van zijn partijen. Ook nummer 2 Reshevsky verloor niet, maar hij speelde vaker remise. Beste Nederlander was Max Euwe met een zesde plaats.
|    | Naam                      | Score | 1 | 2 | 3 | 4 | 5 | 6 | 7 | 8 | 9 | 10 | 11 | 12 | 13 | 14 | 15 | 16 | 17 | 18 | 19 | 20 |
| 1  | Miguel Najdorf            | 15    | * | ½ | 1 | ½ | ½ | ½ | 1 | ½ | ½ | 1  | 1  | 1  | 1  | ½  | 1  | 1  | 1  | ½  | 1  | 1  |
| 2  | Samuel Reshevsky          | 14    | ½ | * | ½ | ½ | 1 | ½ | ½ | 1 | ½ | 1  | 1  | 1  | 1  | 1  | 1  | 1  | ½  | ½  | ½  | ½  |
| 3  | Gideon Ståhlberg          | 13½   | 0 | ½ | * | ½ | ½ | ½ | 1 | ½ | ½ | ½  | ½  | ½  | 1  | 1  | 1  | 1  | 1  | 1  | 1  | 1  |
| 4  | Vasja Pirc                | 12    | ½ | ½ | ½ | * | ½ | ½ | ½ | ½ | ½ | 1  | 0  | 1  | ½  | 0  | 1  | ½  | 1  | 1  | 1  | 1  |
| 5  | Svetozar Gligorić         | 12    | ½ | 0 | ½ | ½ | * | ½ | 1 | ½ | ½ | 1  | ½  | ½  | ½  | ½  | 1  | ½  | ½  | 1  | 1  | 1  |
| 6  | Max Euwe                  | 11½   | ½ | ½ | ½ | ½ | ½ | * | 0 | ½ | ½ | ½  | ½  | ½  | ½  | 1  | ½  | 1  | 1  | 1  | 1  | ½  |
| 7  | Herman Pilnik             | 11½   | 0 | ½ | 0 | ½ | 0 | 1 | * | 0 | 1 | ½  | 0  | ½  | 1  | ½  | 1  | 1  | 1  | 1  | 1  | 1  |
| 8  | Nicolas Rossolimo         | 11    | ½ | 0 | ½ | ½ | ½ | ½ | 1 | * | ½ | ½  | 1  | 1  | ½  | 1  | 0  | ½  | ½  | ½  | ½  | 1  |
| 9  | Petar Trifunović          | 10½   | ½ | ½ | ½ | ½ | ½ | ½ | 0 | ½ | * | ½  | ½  | ½  | ½  | 1  | 1  | 0  | 1  | ½  | ½  | 1  |
| 10 | Alberic O'Kelly de Galway | 9½    | 0 | 0 | ½ | 0 | 0 | ½ | ½ | ½ | ½ | *  | 1  | 1  | ½  | ½  | ½  | ½  | 1  | ½  | ½  | 1  |
| 11 | Sawielly Tartakower       | 8½    | 0 | 0 | ½ | 1 | ½ | ½ | 1 | 0 | ½ | 0  | *  | 0  | ½  | ½  | ½  | ½  | ½  | ½  | 1  | ½  |
| 12 | Jan Hein Donner           | 8½    | 0 | 0 | ½ | 0 | ½ | ½ | ½ | 0 | ½ | 0  | 1  | *  | 0  | ½  | 1  | ½  | 1  | 0  | 1  | 1  |
| 13 | Jan Foltys                | 8     | 0 | 0 | 0 | ½ | ½ | ½ | 0 | ½ | ½ | ½  | ½  | 1  | *  | ½  | ½  | ½  | ½  | ½  | ½  | ½  |
| 14 | Theo van Scheltinga       | 7½    | ½ | 0 | 0 | 1 | ½ | 0 | ½ | 0 | 0 | ½  | ½  | ½  | ½  | *  | 0  | ½  | ½  | 1  | ½  | ½  |
| 15 | Gudmundur Gudmundsson     | 7½    | 0 | 0 | 0 | 0 | 0 | ½ | 0 | 1 | 0 | ½  | ½  | 0  | ½  | 1  | *  | 1  | ½  | 1  | ½  | ½  |
| 16 | Carel van den Berg        | 7     | 0 | 0 | 0 | ½ | ½ | 0 | 0 | ½ | 1 | ½  | ½  | ½  | ½  | ½  | 0  | *  | ½  | ½  | 1  | 0  |
| 17 | Cenek Kottnauer           | 6     | 0 | ½ | 0 | 0 | ½ | 0 | 0 | ½ | 0 | 0  | ½  | 0  | ½  | ½  | ½  | ½  | *  | 1  | ½  | ½  |
| 18 | Eugenio Szabados          | 5½    | ½ | ½ | 0 | 0 | 0 | 0 | 0 | ½ | ½ | ½  | ½  | 1  | ½  | 0  | 0  | ½  | 0  | *  | 0  | ½  |
| 19 | Haije Kramer              | 5½    | 0 | ½ | 0 | 0 | 0 | 0 | 0 | ½ | ½ | ½  | 0  | 0  | ½  | ½  | ½  | 0  | ½  | 1  | *  | ½  |
| 20 | Harry Golombek            | 5½    | 0 | ½ | 0 | 0 | 0 | ½ | 0 | 0 | 0 | 0  | ½  | 0  | ½  | ½  | ½  | 1  | ½  | ½  | ½  | *  |

## Foto-galerij

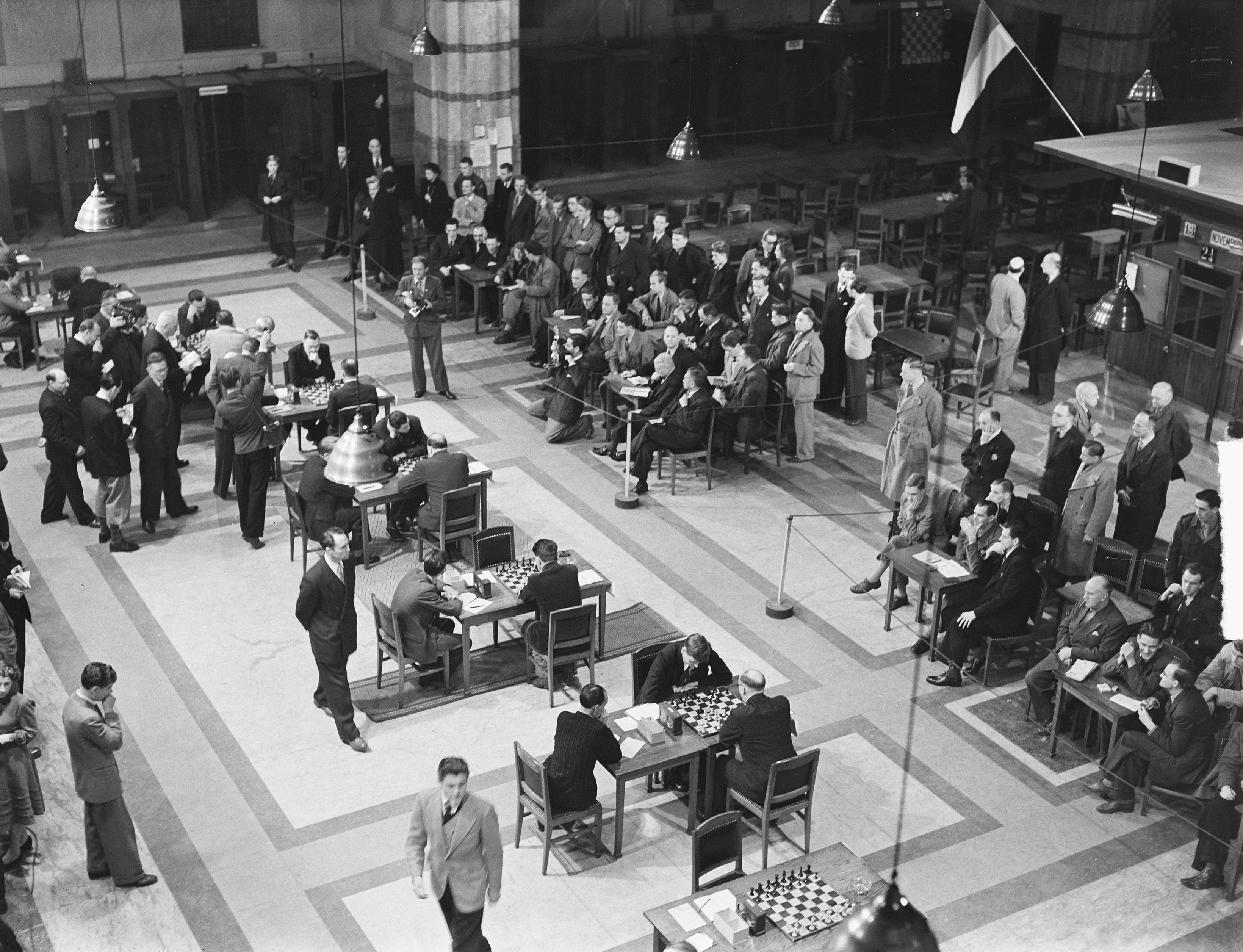
Speelzaal
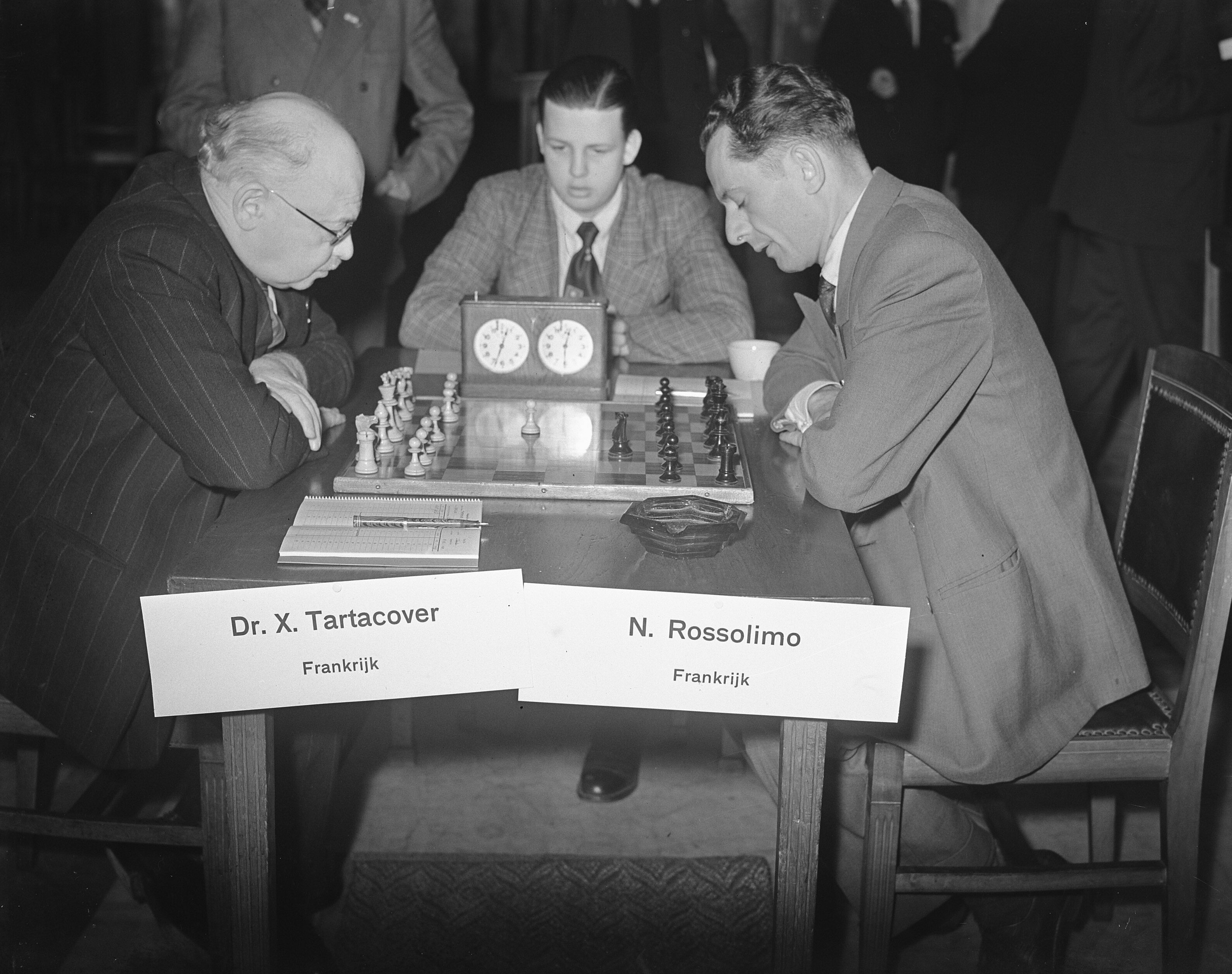
Tartakower tegen Rossolimo
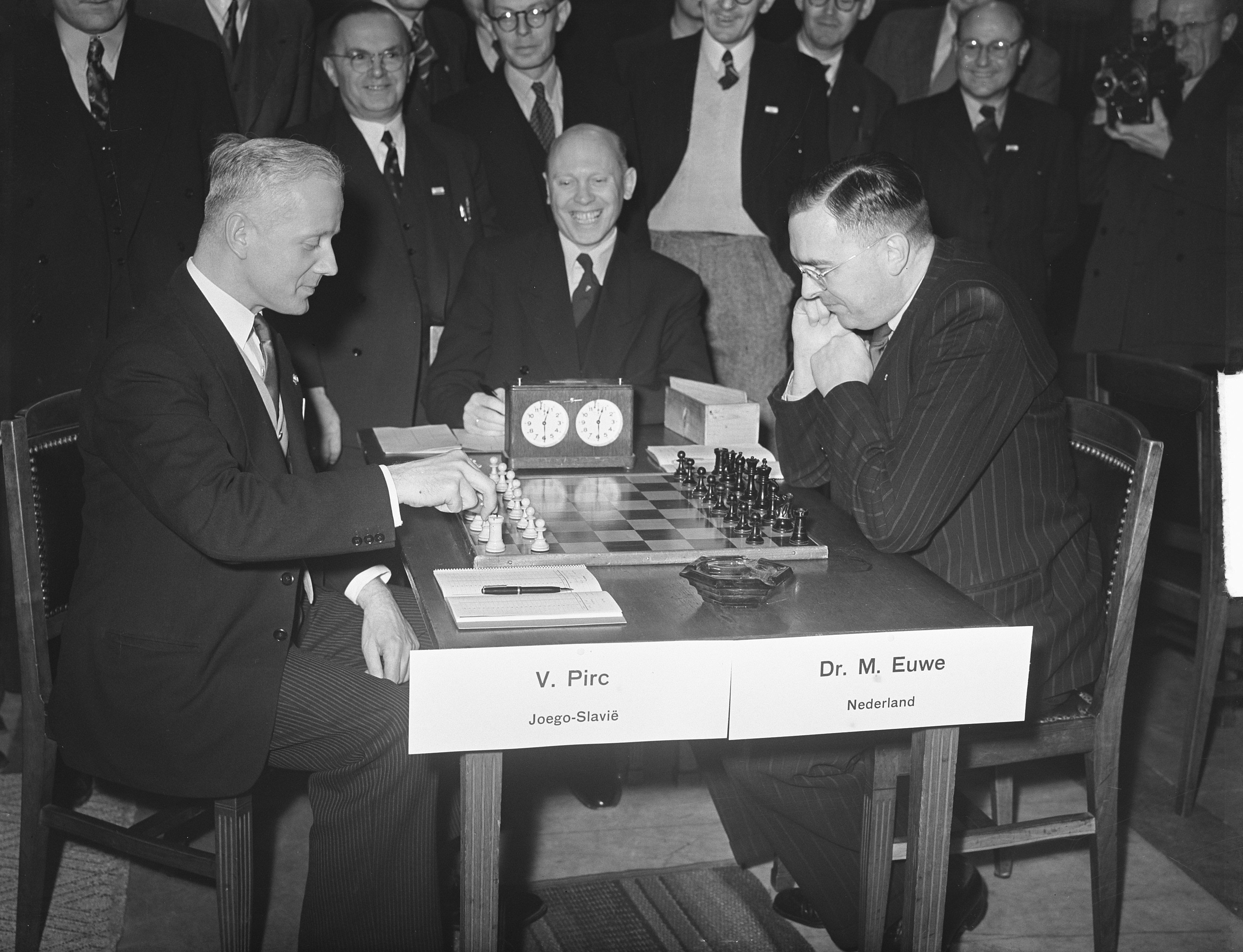
Burgemeester Arnold Jan d'Ailly tijdens de opening van het toernooi